# Індія (Львів)

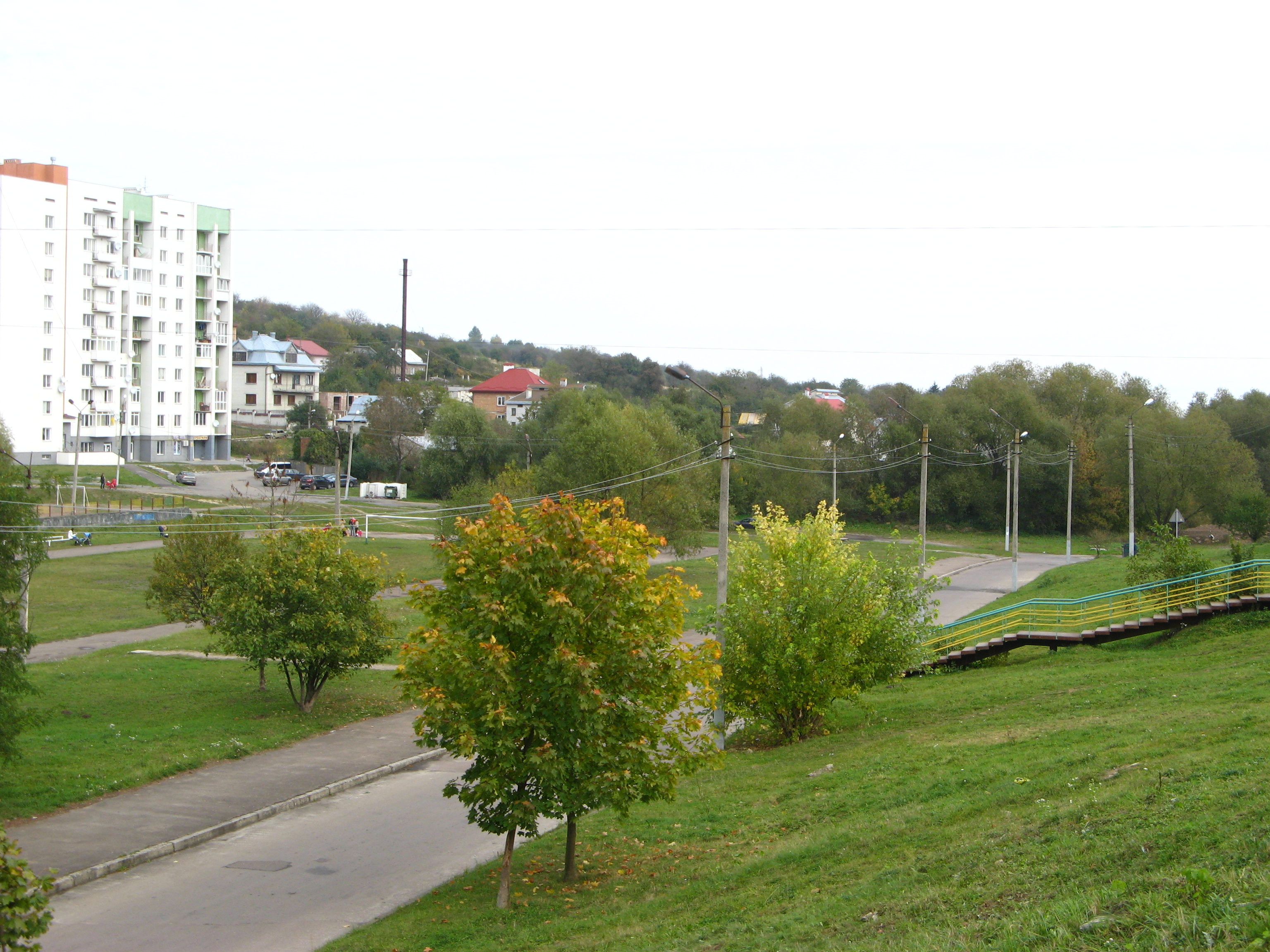
Західна частина Індії (вигляд з вулиці Миколайчука)

І́ндія — невеликий район у місті Львові, північна (горішня) частина району Збоїщ. Розташована в північній частині міста, район вулиць Щурата - Миколайчука (Топольної). 
Район отримав назву завдяки своєму циганському населенню. Район складається з кварталів приватної забудови поблизу багатоповерхових житлових будинків, побудованих у 1970—1980-х роках. 
Під час війни, місце перебування вуличного угрупування "Дай Боже" під назвою Точка - було зруйновано.
Також за даними Львівських новин, Індійського наркобарона під кличкою "Шеф Остап" було дикскриміновано та засудженно до 3 років виправної колонії також було засуджено Андріяна Демського «Чілєнтано» У 1990-х і 2000-х роках львівські засоби масової інформації та органи внутрішніх справ неодноразово заявляли про те, що в районі ведеться збут наркотичних засобів і утримання місць розпусти для споживачів наркотиків. Ці заяви викликали протест з боку циганської преси.[джерело?]